# Michael Christiansen (skuespiller)
 For alternative betydninger, se Michael Christiansen (flertydig). (Se også artikler, som begynder med Michael Christiansen)
 Der er for få eller ingen kildehenvisninger i denne artikel, hvilket er et problem. Du kan hjælpe ved at angive troværdige kilder til de påstande, som fremføres i artiklen.

Michael MC Christiansen (født 20. september 1973 i København), er en dansk standupkomiker, skuespiller og skribent.

## Karriere
MC er vokset op i københavnerforstaden Greve og har tidligere arbejdet med illustration, computergrafik og multimedia.
MC debuterede som komiker på Kulkafeen i København i år 2000 og markerede sig for alvor i branchen, ved at indtage andenpladsen ved DM i stand-up 2001.
Da IT-firmaet, MC var medejer af, gik konkurs, besluttede han sig for at skifte karriere og blive komiker på fuld tid.
Siden har MC arbejdet sig op til en status som en af landets mest erfarne komikere,[kilde mangler] med optrædener på alle de store scener, i Stand-up.dk og et utal af turneer rundt om i landet, med kolleger som bl.a Lasse Rimmer, Sebastian Dorset, Mikael Wulff, Rune Klan, og Uffe Holm.
De fleste kender dog nok MC bedst, for hans arbejde med TV, hvor især Tjenesten - Nu på TV på DR2 med bl.a. Vicki Berlin og Tobias Dybvad, blev et folkeligt gennembrud, der også sikrede MC producentforeningens tv-pris for bedste comedy i 2007. En pris MC også var nomineret til året før, for sketch-programmet Gustne Gensyn, med bl.a. Jonatan Spang.
MC er også kendt fra radioprogrammer som Tjenesten på P3 (P3), hvor han har været ansat i flere perioder fra 2004 og i flere omgange har demonstreret, at han også kan rappe og synge. Omkring 2009 var han medskaber af Mørk & Jul og siden hen har han fundet stor succes ved skrev for materiale til andre Tv-programmer, såsom Dybvaaaaad! med Tobias Dybvad og Tæt på sandheden 
Derudover laver MC en slags comedy café-quiz der hedder "Den Hvide Lektie", sammen med kollegaen Carsten Eskelund.

## Har medvirket i
- 2001 Carambole med Jan Gintberg (P3)
- 2002 Stand-up.dk (TV 2)
- 2003 Parlamentet (TV3)
- 2004 Stand-up.dk Special (TV 2 Zulu)
- 2004 Tjenesten på P3 (P3)
- 2005 Gintbergs Store Aften (TV 2 Zulu)
- 2005 Stand-up.dk (TV 2 Zulu)
- 2006 Gustne Gensyn (TV 2 Zulu)
- 2006 Radioquiz med Den Hvide Lektie (P3)
- 2006 Tjenesten på P3 (P3)
- 2007 Tjenesten - Nu på TV (DR2)
- 2009 Zulu Late Night, Live! (TV 2 Zulu)